# Grand Central Publishing
La editorial Grand Central Publishing es un sello editorial del Grupo de Libros Hachette, originalmente establecido en 1970 como Warner Libros cuando Warner Communications adquirió la editorial Paperback Library. Cuando Warner vendió su editorial a Hachette Livre en marzo del 2006, a las operaciones norteamericanas del Time Warner Book Group se les dio el nombre  Hachette Book Group, mientras el sello editorial Warner Books se convirtió en Grand Central Publishing, nombrado en parte por la proximidad de sus oficinas nuevas a la Gran Terminal Central de ferrocarriles de Nueva York.
Además del sello editorial Grand Central propiamente, la editorial Grand Central posee varios otros sellos editoriales incluyendo Balance, Forever/Forever Yours, Legacy Lit, y Twelve.

## Twelve
Twelve (que en español significa "doce"), fundada en 2006, es conocida por publicar solamente un libro al mes.  El sello editorial, considerado "boutique," ha impreso libros de Christopher Hitchens, Benjamin Hale, Daniel Menaker y Ben Schreckinger. Twelve es considerada una "editorial de prestigio."